# 20e à 18e millénaires avant le présent
35e à 31e millénaires AP |
30e à 26e millénaires AP |
25e à 21e millénaires AP |

20e à 18e millénaires avant le présent
|
17e à 15e millénaires AP |
XIIe millénaire av. J.-C. |
XIe millénaire av. J.-C.

Cet article couvre la période préhistorique comprise entre 20 000 et 17 000 ans avant le présent (AP). Le dernier maximum glaciaire s'achève vers 19 000 ans AP et les températures commencent à remonter lentement, permettant aux populations des péninsules ibérique et italienne de remonter vers le Nord et d'amorcer le repeuplement de l'Europe médiane.

## Évènements
Vers 19 000 ans AP commence le Tardiglaciaire, à la suite de l’accroissement du rayonnement solaire sur l’hémisphère nord.

### Afrique

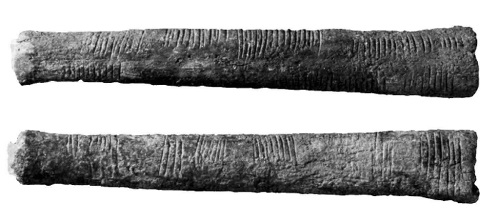
Les os d'Ishango

- Vers 20 000 ans avant le présent (AP) : Os d'Ishango, deux os longs découverts dans les années 1950 par le géologue belge Jean de Heinzelin de Braucourt dans la région d’Ishango, au bord du lac Édouard, dans l’actuelle République démocratique du Congo. Long de 10,2 centimètres, le premier os comporte trois colonnes d’encoches transversales plus ou moins régulièrement espacées. Il s'agirait des deuxièmes plus anciens bâtons de comptage connus, après l’os de Lebombo[2].

### Amérique
- Vers 20 000 ans AP : présence humaine à Pikimachay, au Pérou. Phase Pacaicasa, datée par des os d'animaux associés à des outils lithiques[3].
- De 19 000 à 12 000 ans AP : Les sites de Cactus Hill, près de Richmond en Virginie[4], Meadowcroft en Pennsylvanie, et Miles Point dans le Maryland livrent de petites pointes bifaciales triangulaires sans cannelures, antérieures à la culture Clovis[5].

### Asie-Pacifique

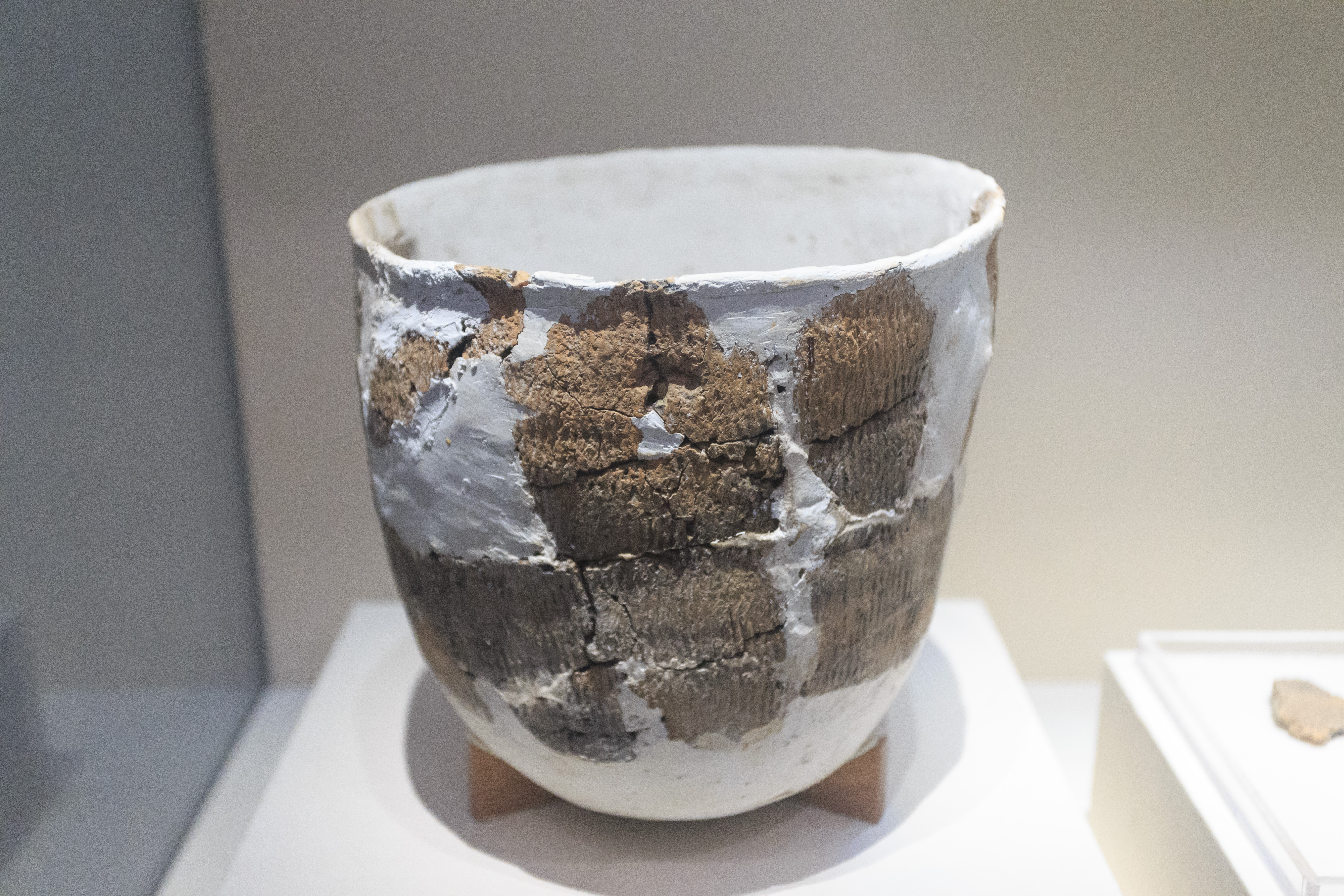
Poterie de la grotte de Xianren, Musée national de Chine

- De 20 900 à 19 200 ans AP : les plus anciennes poteries connues ont été découvertes dans la grotte de Xianren, dans le Jiangxi, en Chine du Sud. Ce sont des bocaux en forme de sac, qui auraient pu servir à la cuisson d'aliments tels que le riz sauvage ou les escargots, qu'on a trouvés à proximité[6]. La grotte et l’abri sous roche voisin de Diaotonguan sont occupés pendant cinq phases : au Paléolithique supérieur, de 25 000 à 15 200 ans AP, à l'Épipaléolithique, de 19 780 à 10 870 ans AP, au Mésolithique, en trois phases, de 14 000 à 11 900 ans AP, de 11 900 à 9 700 ans AP, et de 9 600 à 8 825 ans AP. L’outillage lithique comprend des galets aménagés, des grattoirs, des poinçons, des meules, des pointes de flèches et de harpons, ce qui indique une économie fondée sur la chasse, la pêche et la cueillette (riz sauvage)[7]. Il s’agit d'une occupation semi-permanente servant de base à des expéditions ponctuelles.
- 18 600 ans AP : Homme du lac Tandou, fossile d'Homo sapiens découvert en 1967 en Nouvelle-Galles du Sud, en Australie, daté par un coquillage associé[8].
- De 18 300 à 14 440 ans AP : poteries de la grotte de Yuchanyan, dans le Hunan, en Chine du Sud, qui sont parmi les plus anciennes connues avec celles de la grotte de Xianren[7].
- 18 250 et 16 660 ans AP : Homme de Minatogawa, représenté par quatre squelettes quasi complets d'Homo sapiens trouvés à Okinawa, dans l'archipel des Îles Ryūkyū, au Japon[9],[10].
- Entre 18 000 et 17 000 ans AP : figurine anthropomorphe d'argile de Maininskaya, en Sibérie, l'un des plus anciens objets de terre cuite connus en dehors de la Chine[11].

### Moyen-Orient
- De 18 000 à 14 000 ans AP :
  - Kébarien, culture lithique du Levant (site de Ein Gev 1). Les sites trouvés sur la côte, mais aussi à l'intérieur (vallée du Jourdain), et jusque dans les oasis de régions actuellement inhospitalières comme le Néguev et le désert de Syrie (Palmyre, El Kowm), sont toujours de petite taille et devaient servir de station pour des chasseurs-cueilleurs itinérants.
  - Zarzien, culture lithique du Zagros (grottes de Zarzi, de Shanidar et de Palegawra), en Irak et en Iran[12]. Méthodes de taille de pierre du Paléolithique supérieur final.

### Europe
- De 24 000 à 12 000 ans avant le présent (AP) : Épigravettien, culture lithique trouvée de l'Italie à l'Ukraine, en passant par les Balkans[13].
- De 21 000 à 18 000 ans AP : Badegoulien, culture lithique trouvée en France et dans la péninsule Ibérique[14].
- Entre 18 500 et 17 000 ans AP : date possible de la réalisation des peintures et gravures pariétales de la grotte de Lascaux, en Dordogne[15].

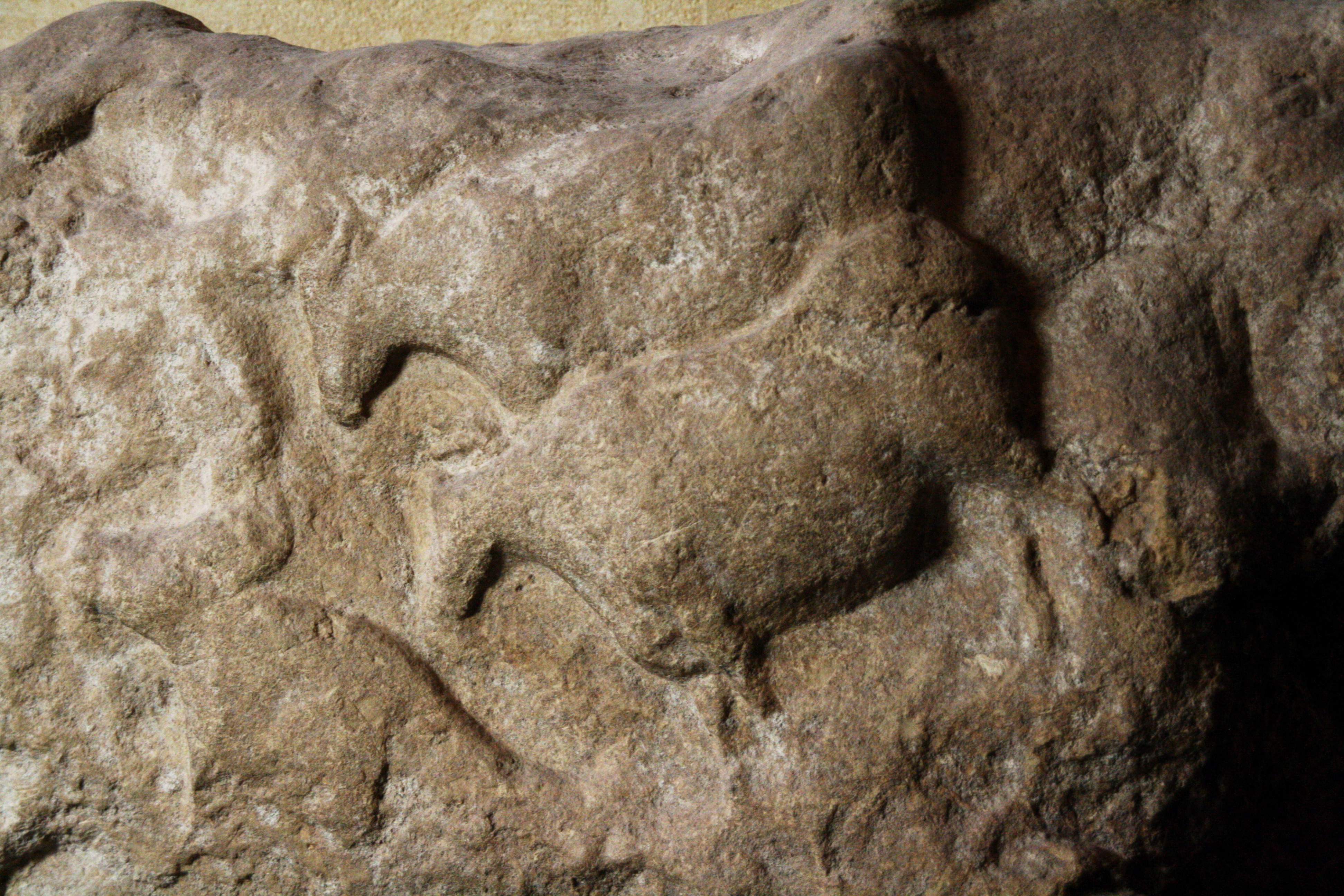
Aurochs en bas-relief trouvé au Fourneau-du-Diable

- De 18 500 à 13 000 ans AP : Magdalénien, culture lithique et matérielle d'Europe de l'Ouest et d'Europe centrale. L'industrie lithique se miniaturise (microlithes). Innovation dans l'utilisation des matières osseuses : baguettes demi-rondes, destinées à être associées par deux, pointes de sagaies, foënes et hameçons (pêche), harpons à une ou deux rangées de barbelures, propulseurs, bâtons percés transformés en objets d'art mobilier par la sculpture et la gravure. Des os plats sont découpés en forme de têtes d'animaux et perforés sans doute pour être utilisés comme éléments de parure[13].
- Vers 18 000 ans AP : date moyenne des sculptures monumentales en bas-relief sur blocs rocheux. Sites du Roc-de-Sers (Charente) et du Fourneau-du-Diable (Dordogne)[16].